# 朴・サンドン
朴・サンドン（パク・サンドン、1984年2月25日 - ）は、韓国のバリトン歌手。クラシックの声楽を学んで現在は主にオペラやクロスオーバーの分野で活動している。
2016年、JTBCテレビ局の番組バラエティ番組「ファントムシンガー」に出演。

## 学歴
- 大田藝術高等學校
- 忠南大学
- 忠南大学院
- イタリアItalia Il Seminario Accademia

## 個人史
1984年2月25日ソウル>生まれ。小学校の時仁川に移住、現在は大田に住んでいる。ファントムシンガーの構成作家との共通の知り合いからの誘いもあって、自分が好きな音楽（韓国では人気のないクラシック音楽やオペラなど）をより多い人と共有したくて出演を決心した。

## 活動
- 忠南大学50周年記念公演、オペラ 'Pagliacci' (道化師)
- 忠南大学春コンサート、声楽アーティストのコンサート、コンチェルトの夜
- 大田市立交響樂團と演奏
- イタリアノルマ市とリサイタル
- オペラ ‘Andrea chénier’ (アンドレア・シェニエ)
- オペラ 'Cosi fan tutte’ (コジ・ファン・トゥッテ)
- オペラ ‘Gianni Schichi’ (ジャンニ・スキッキ)
- オペラの 'L'elisir d'amore' (愛の妙薬) ベルコーレ役
- リードンシン（ファントムシンガーファイナルリスト）のコンサートゲスト出演[3]
- Final Friends Concert in Daejeon[4]